# Проскурняк
Алтея, проскурняк (Althaea) — рід  квіткових рослин родини мальвові (Malvales). Це однорічні або багаторічні рослини. Листки пальчасторозсічені або пальчастороздільні. Квітки поодинокі у пазухах листків або зібрані у китицеподібне суцвіття. Підчаша 7–9 роздільна. Плід збірний з багатьох одногніздих горішків. Росте алтея на луках, полях, схилах, берегах річок, у чагарниках та солончаках, біля доріг як бур'ян. В Україні росте 5 видів.

## Види
- Althaea armeniaca
- Althaea australis
- Althaea bertramii
- Althaea broussonetiifolia
- Althaea cannabina
- Althaea hiri
- Althaea kragujevacensis
- Althaea officinalis
- Althaea vranjensis